# Buklapura (Rural), Tirthahalli
Buklapura (Rural) là một làng thuộc tehsil Tirthahalli, huyện Shimoga, bang Karnataka, Ấn Độ.